# 林若
林若（1924年7月19日—2012年10月7日），广东潮安人，中华人民共和国政治人物。1945年5月加入中国共产党。

## 生平
1945年7月，林若就读于广东中山大学文学院，1947年到东江游击区工作，任粤赣湘边纵队二支队政治指导员、教导员、团政治处主任。1950年3月后，担任中共广东省珠江地委政策研究室城市组组长，中山县土改工作队队长，东莞县五区土改工作队队长、区工委书记、县委宣传部部长。1952年后，担任东莞县委副书记、书记，湛江地委第一副书记。文化大革命期间遭受冲击。1971年2月后，担任共广东省湛江地委常委。1973年，担任南方日报社党委副书记、革命委员会副主任，省委运动办副主任。1975年，担任广州市委书记（当时设有第一书记），湛江地委书记。1982年，出任广东省委书记（当时设有第一书记）。1985年，任广东省委书记、省军区党委第一书记。1990年兼任广东省人大常委会主任、党组书记。1991年1月至1996年12月，任广东省人大常委会主任、党组书记。2004年9月离休。
林若是中共十二大至十七大代表，第十二届、十三届中央委员，第七届、八届全国人大代表。